# Monkey Wrench
Monkey Wrench – pierwszy singel amerykańskiego zespołu rockowego Foo Fighters z ich drugiego studynego albumu The Colour and the Shape. Został wydany 28 kwietnia 1997. Utwór jest dostępny w komputerowej grze muzycznej Guitar Hero II. Reżyserem teledysku jest Dave Grohl.
W 1999 singel zajął 48. miejsce na liście 100 Greatest Rock Tracks Ever, a w 2002 26. miejsce na liście 100 Greatest Singles of All Time według magazynu Kerrang!. W 2006 zajął także 35. miejsce na liście 1001 Best Songs Ever według magazynu Q.

## Lista utworów

### CD1
1. „Monkey Wrench”
2. „Up In Arms (Slow Version)”
3. „The Colour And The Shape”

### CD2
1. „Monkey Wrench”
2. „Down In The Park” (cover Gary’ego Numana)
3. „See You” (wersja akustyczna)

## Listy przebojów
| Lista przebojów (1997) | Pozycja |
| ---------------------- | ------- |
| ARIA Charts            | 17      |
| UK Singles Chart       | 12      |
| Modern Rock Tracks     | 9       |
| Mainstream Rock Tracks | 9       |